# Berliner Sportpalast
Der Berliner Sportpalast war eine Mehrzweck-Veranstaltungshalle für mehr als 10.000 Besucher in der Potsdamer Straße 172 (neue Hausnummernzählung seit 1936) im Berliner Ortsteil Schöneberg. Die Halle wurde 1910 erbaut und am 13. November 1973 abgerissen. Die Halle wurde auch durch die Sportpalastrede von Joseph Goebbels bekannt, in der er 1943 zum „Totalen Krieg“ aufrief.

## Überblick
Die Internationale Sportpalast- und Winter-Velodrom GmbH kaufte das Gelände 1909 und beauftragte den Architekten Hermann Dernburg mit dem Bau. Bei der Eröffnung am 17. November 1910 galt die „Hohenzollern-Sport-Palast“ genannte Halle als Sensation, insbesondere wegen der Kunsteisbahn, zu ihrer Zeit die größte der Welt:

„Man sagt, daß der Palast die größte Halle der Welt besitzt und derzeit die größte gedeckte künstliche Eisbahn der Erde birgt. Die Eislauffläche mißt 2400 Quadratmeter. Der ganze Bau hat keine einzige Säule und macht einen außerordentlich imposanten Eindruck. 30.000 Illuminationslampen und 6000 Metallfadenlampen sowie 120 Bogenlampen werfen einen feenhaften Glanz in den Raum. Die großen Kosten machen es jedoch fraglich, ob das Unternehmen sich rentieren wird“

Die Kunsteisbahn verhalf den Sportarten Eishockey und Eisschnelllauf erstmals zu großen Publikumserfolgen in Berlin. Eröffnet wurde der Sportpalast durch den Komponisten und Dirigenten Richard Strauss, der Beethovens 9. Sinfonie dirigierte. Aufsehen im Feuilleton erregten die vielen Missgeschicke der Vortragenden, die abseits des teppichbelegten Zugangs auf ihrem Weg zum Podium, das in der Mitte der Eisfläche aufgebaut war, häufig ausrutschten.
Je nach Art der Veranstaltung und Bestuhlungsvariation bot er bis zu 10.000 Besuchern Platz und war damit für lange Zeit die größte Halle der Stadt.
Auch als Lichtspielhaus wurde der Palast genutzt und 1919 als größtes Kino der Welt angepriesen.

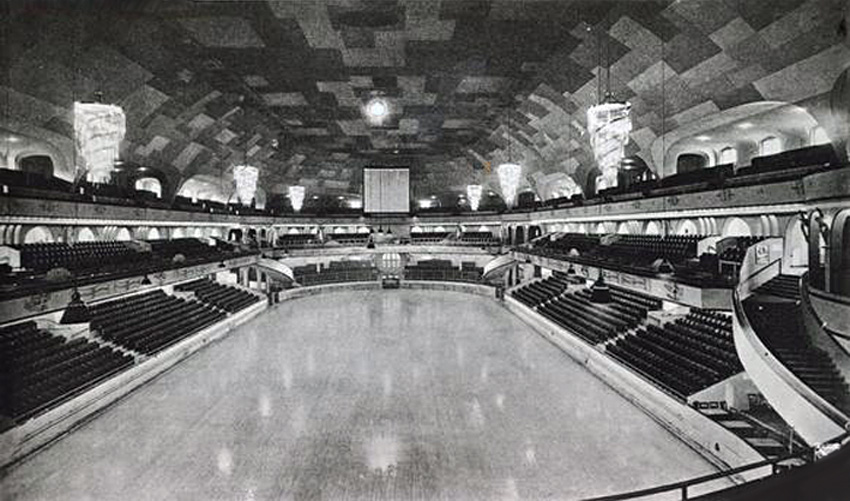
Die Eisfläche um 1920
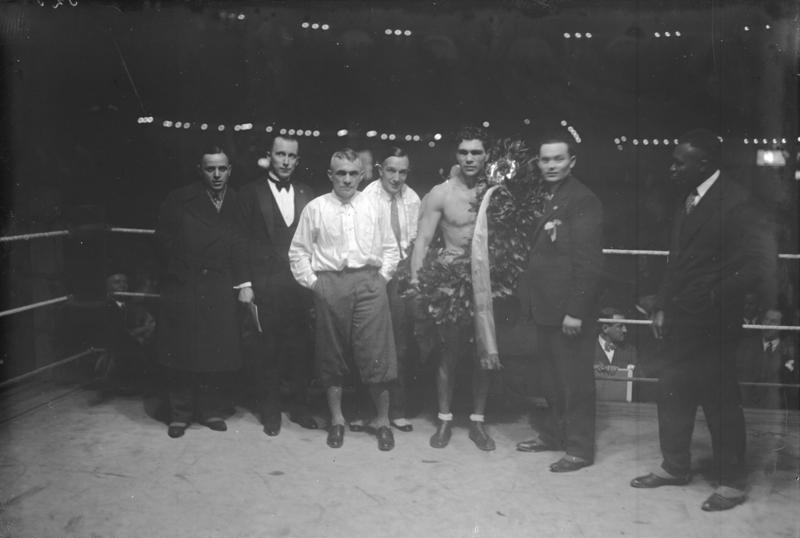
Boxkampf mit Max Schmeling, 1928
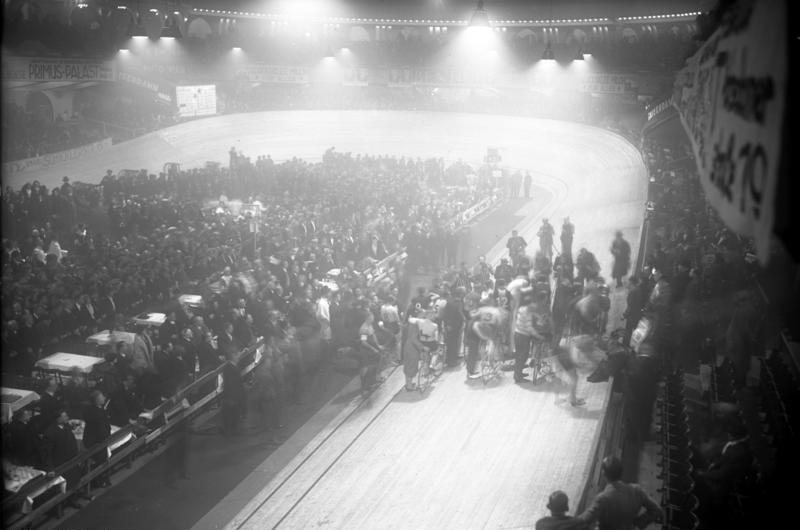
Start zum 27. Berliner Sechstagerennen, 1932
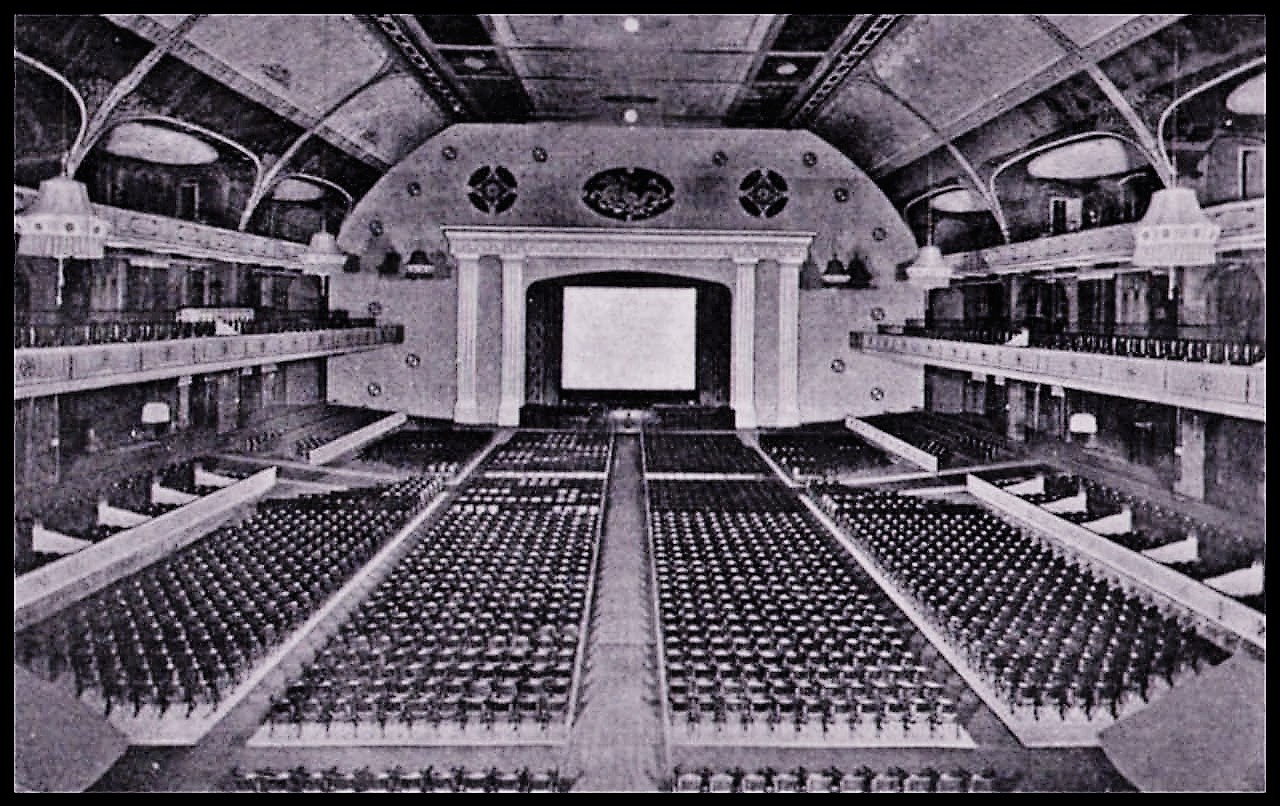
Sport-Palast-Lichtspiele: Bestuhlung und Leinwand, 1920
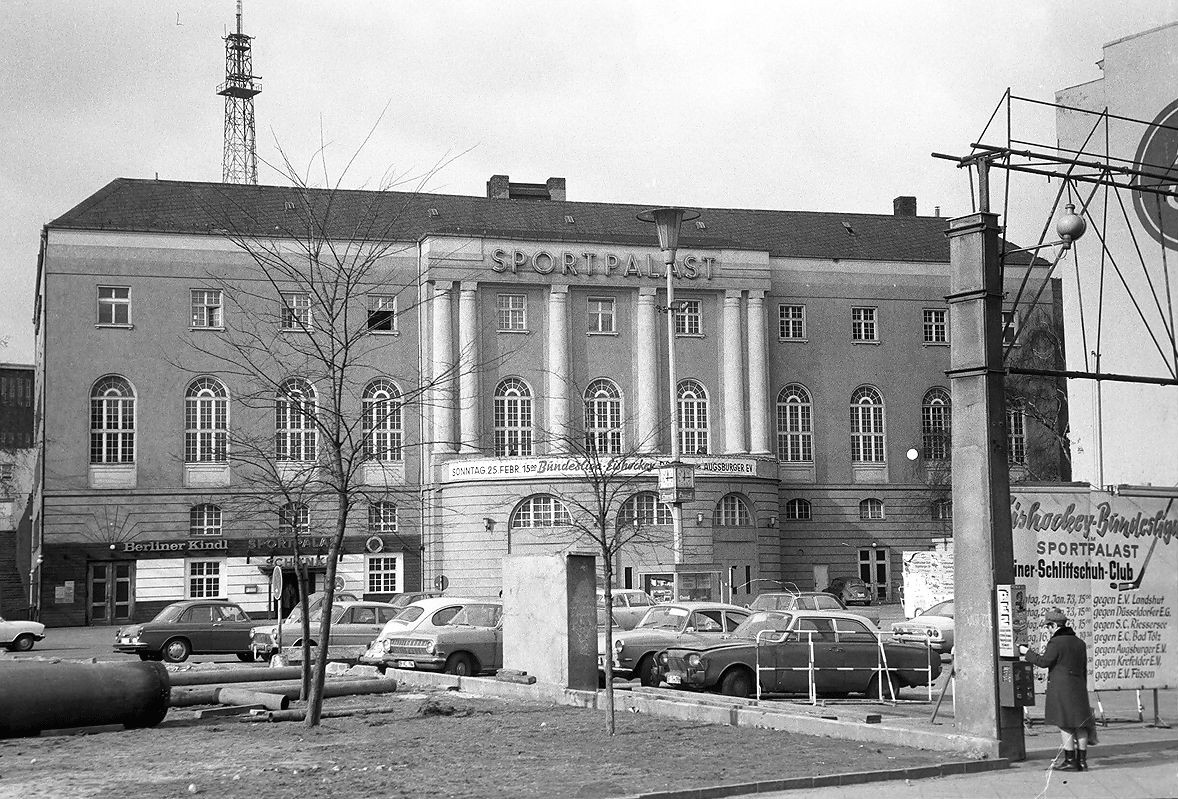
Der in vereinfachter Form wiederaufgebaute Sportpalast, Februar 1973

## Anfangsschwierigkeiten und Boom
Der anfangs ausbleibende Publikumserfolg verursachte wenige Monate nach Eröffnung einen Konkurs, aus dem ein Mäzen heraushalf.
In den vergnügungssüchtigen „Goldenen Zwanzigern“ erlebte der Sportpalast mit Eishockey und Boxen einen Boom. „Überfüllter Sportpalast, gänzlich ausverkauftes Haus, im schwarzen Handel phantastische Preise für Sitzplätze. Eishockey ist Trumpf, ist heute der Sport und zwar aller Klassen“ schreibt ein Bericht von 1927 Boxkämpfe gab es u. a. mit Hans Breitensträter (genannt: Blonder Hans), Sabri Mahir (genannt: Schrecklicher Türke) und Max Schmeling (genannt: Maxe). Als Zuschauer der Kämpfe waren unter anderen häufig Enrico Caruso, Richard Tauber, Hans Albers, Fritz Kortner, Ernst Oppler sowie Bertolt Brecht anwesend.
Im Jahr 1923 fand im Sportpalast das weltweit erste Hallenreitturnier statt, das in der Folge ein bis heute anhaltendes Interesse für diese Art von Sportveranstaltungen auslöste. Sogar Fahrturniere fanden statt, beispielsweise mit Sechserzügen.
Von 1929 bis 1934 war Jacob Schapiro Eigentümer des Berliner Sportpalastes, der an seine Hauptgläubiger, zwei Schweizer Finanzierungsgesellschaften, zwangsversteigert wurde.

## Sechstagerennen
Seit 1911 fand als weiteres Großereignis das jährliche Sechstagerennen statt, das bis heute eine Berliner Tradition geblieben ist. Zu diesen jährlichen Ereignissen der Radsportler wie Piet van Kempen (genannt: ‚Fliegender Holländer‘) oder Hans Kalupa (der Jahrzehnte später noch einen Blumenladen in der Potsdamer Straße betrieb) pfiffen Berliner Institutionen wie das Original Reinhold Habisch (genannt: ‚Krücke‘) von den billigen Plätzen unter dem Dach (dem sogenannten ‚Heuboden‘) den Sportpalastwalzer, der 1923 erstmals vom Orchester Otto Kermbach gespielt wurde.
Die Prominenz stiftete Preise, beispielsweise Villen und Pelzmäntel, und unterzog sich dem Konsumationszwang – auch Alkoholzwang genannt – in den ebenerdigen Logen. In der Bahnmitte gab es nur Stehplätze.

## Politik
Mit Beginn der Weimarer Republik wurde der Sportpalast zunehmend von den großen Parteien für ihre Veranstaltungen angemietet. Bekannte Redner waren u. a. der spätere Reichskanzler Heinrich Brüning vom Zentrum, der Arbeiterführer Ernst Thälmann von der KPD oder der spätere Propagandaminister Joseph Goebbels, der es vom Parterre der „Opiumhöhle“ genannten Potsdamer Straße 97, wo sich 1926–1928 das Berliner Büro der NSDAP befand (Gau Berlin und Brandenburg), nicht weit hatte.
Mit der Aufhebung des Verbots der NSDAP in Berlin im September 1928 wurden auch deren Veranstaltungen im Sportpalast immer zahlreicher.
Adolf Hitler, der einige Jahre in verschiedenen deutschen Ländern Redeverbot hatte, sprach am 16. November 1928 im Berliner Sportpalast, nachdem der Freistaat Preußen dieses Verbot aufgehoben hatte.
Goebbels erkannte früh das propagandistische Potential dieser Halle und bezeichnete sie als „unsere Tribüne“. Aber auch die politischen Gegner der NSDAP nutzten den Sportpalast, unter anderem im Januar 1932 die Eiserne Front, ein 1931 gegründeter Zusammenschluss des Reichsbanners Schwarz-Rot-Gold, des Allgemeinen Deutschen Gewerkschaftsbundes (ADGB), des Allgemeinen freien Angestelltenbundes (Afa-Bund), der SPD und des Arbeiter-Turn- und Sportbundes (ATSB). Noch nach der „Machtergreifung“ Hitlers hielt die KPD am 23. Februar 1933 zur Vorbereitung der Märzwahlen eine Großkundgebung mit Wilhelm Pieck als Hauptredner ab. Nach ihrem Wahlsieg verbot die Hitlerregierung oppositionelle Parteien und war mit ihren Veranstaltungen als einzige noch im Sportpalast zugelassen. Auch fanden kaum noch Sportveranstaltungen dort statt.
Am 13. November 1933 hielt Reinhold Krause, Obmann der Deutschen Christen in Groß-Berlin, im Sportpalast eine Rede vor etwa 20.000 Zuhörern. Dabei breitete er eine antisemitische, neuheidnische Ideologie von einem deutschen Christentum aus und forderte die Abkehr des deutschen Christentums von seinen jüdischen Wurzeln. Die im Rundfunk übertragene Rede führte in den folgenden Wochen zu einer Austrittswelle von Mitgliedern der Deutschen Christen.

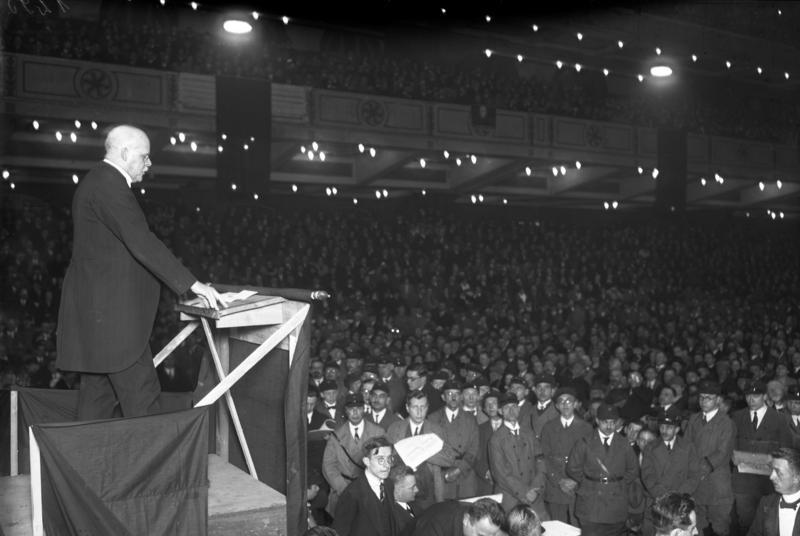
Gemeinsame Wahlkundgebung von Zentrum, SPD und DDP des Reichspräsidentenkandidaten Wilhelm Marx, 17. April 1925
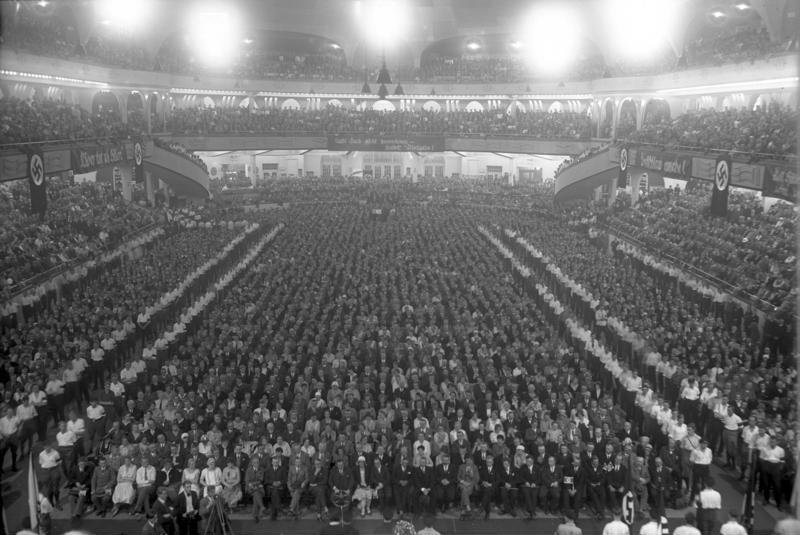
Wahlversammlung der NSDAP im Sportpalast, 1930
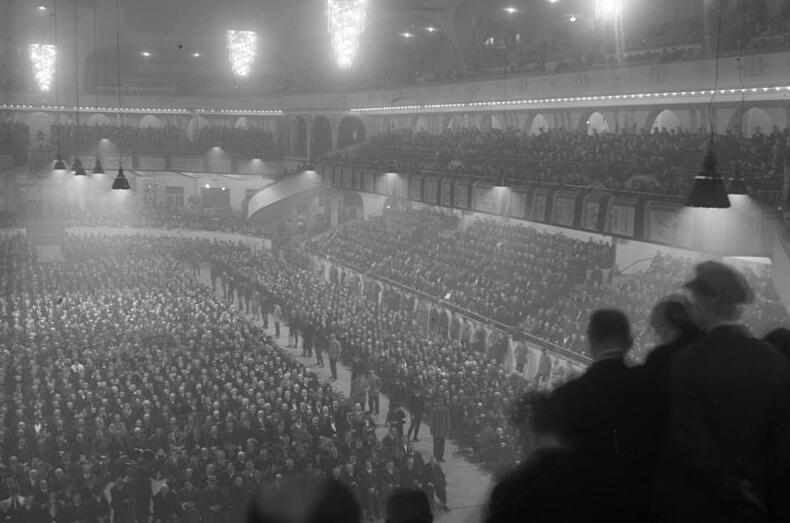
Kundgebung der Eisernen Front im Januar 1932
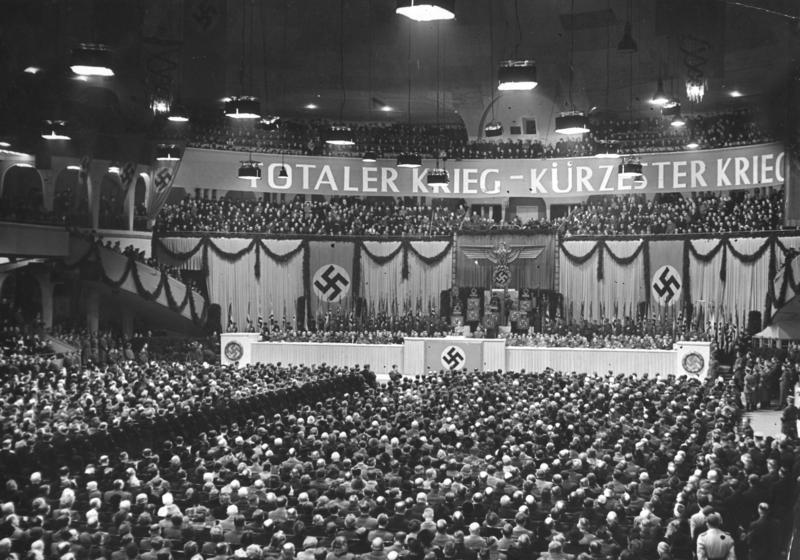
Joseph Goebbels’ Sportpalastrede 1943

## Krieg
Das wichtigste politische Ereignis in der Halle ist Goebbels’ Sportpalastrede vom 18. Februar 1943. Damit sollte die Bevölkerung nach der Niederlage in Stalingrad auf den „Totalen Krieg“ eingeschworen werden.
Hitler hatte zum neunjährigen Jubiläum seines „Tausendjährigen Reichs“ am 30. Januar 1942 eine Rede gehalten, zu der der Völkische Beobachter erklärte, dass Hitler deswegen den Sportpalast gewählt habe, weil dieser für das Ringen und die Mühsale und den schließlichen Sieg zum Gleichnis geworden sei. Exakt zwei Jahre nach dieser Rede und genau elf Jahre nach dem Machtantritt der Nationalsozialisten wurde der Sportpalast am 30. Januar 1944 ausgebombt. Noch während des Zweiten Weltkriegs wurde der Schutt aus der Ruine geräumt. Wie Wochenschau-Bilder belegen, fanden dort im Winter 1944/45 noch öffentliche Eiskunstlaufvorführungen unter freiem Himmel statt.

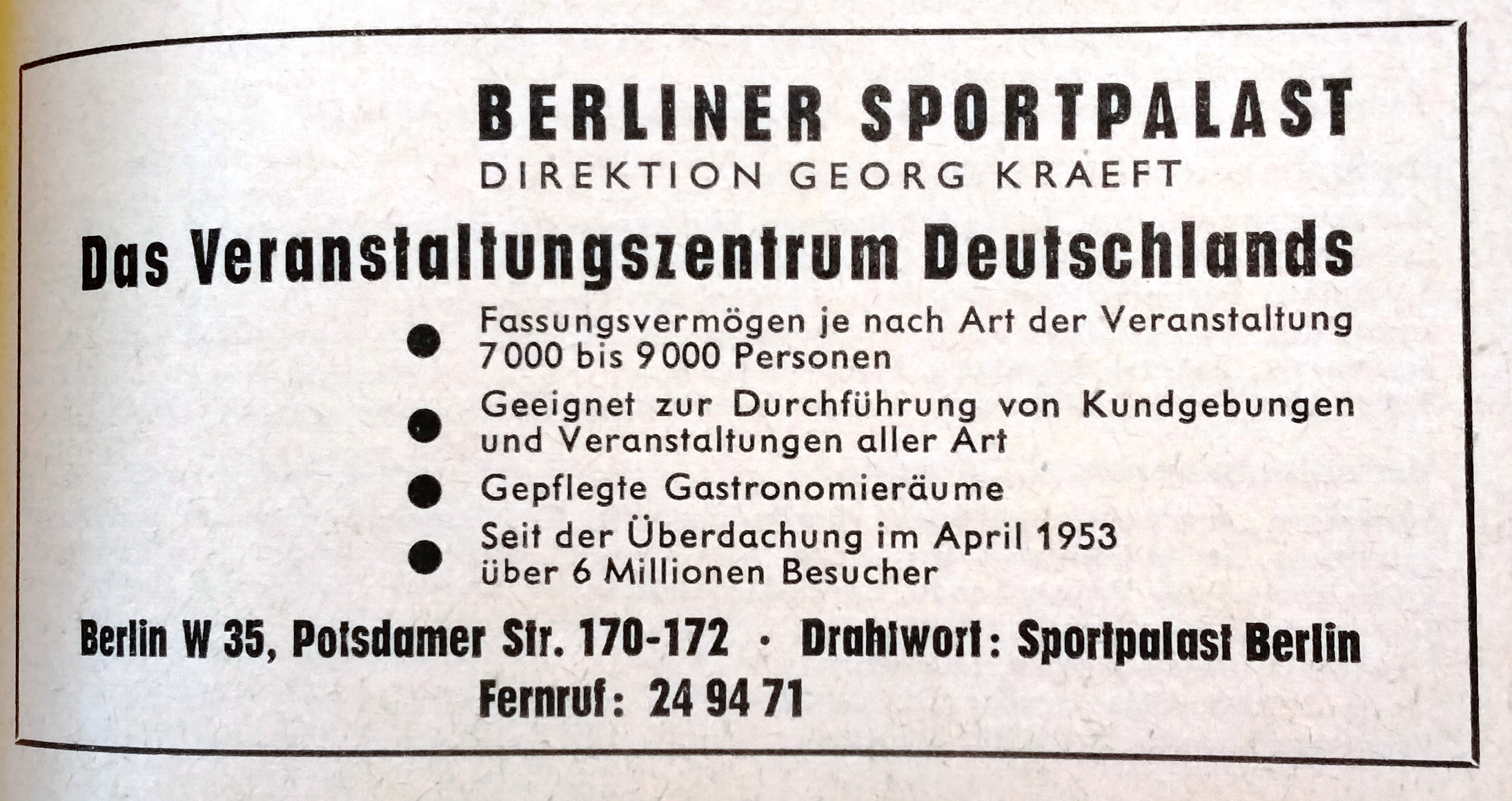
Annonce des Sportpalasts – Direktion Georg Kraeft – ca. 1957

Schneller als die meisten Häuser der Potsdamer Straße wurde der Sportpalast stark vereinfacht wiederhergestellt, anfangs noch ohne Dach. Treibende Kraft dabei war der Bankier, Eishockeyspieler und spätere Sportfunktionär Heinz Henschel, der Besitzer der Steglitzer Henschel-Bank, die 1951 insolvent wurde. Vor dem Bau eines Notdachs wurde der Innenraum als Eisfläche genutzt, z. B. für Eishockey. Das große Foyer wurde dabei nicht wiedererrichtet.

## Konzertarena
Auch nach 1945 fanden vor allem Sportveranstaltungen im Sportpalast statt. Nachdem im April 1953 ein neues Dach errichtet worden war, gab es in der Halle mehr Musikveranstaltungen. Neben Jazz-Größen wie Stan Kenton, Lionel Hampton, Count Basie, Louis Armstrong, Duke Ellington und Benny Goodman waren auch die Berliner Philharmoniker, Operetten, Opern, Ballette und Chöre in der Potsdamer Straße zu Gast. Weitere Veranstaltungen waren „Bunte Abende“, mit teils musikalischem oder kabarettistischem Charakter. Für Konzerte wurde auf der Nordseite die Radrennbahn teilweise abgebaut und stattdessen eine Bühne errichtet. Im März 1958 war ein Konzert von Johnnie Ray Auslöser für krawallartige Auseinandersetzungen mit dem jugendlichen Publikum. Das wiederholte sich sechs Monate später beim Auftritt von Bill Haley mit seinen Comets am 26. Oktober 1958. Die Presse bauschte dieses Ereignis auf. Der Betrieb im Sportpalast war kaum betroffen. Schon am nächsten Tag fand eine „Bunte Veranstaltung“ der RIAS-Kaffeetafel statt. 1962 trat dort Ella Fitzgerald auf (The Lost Berlin Tapes) und 1966 die Beach Boys. Auch als 1968 Frank Zappa und die Mothers of Invention nach Berlin kamen, wurde es ein chaotisches Konzert, allerdings ohne dass die Einrichtung des Sportpalastes in Mitleidenschaft gezogen wurde.

## Abriss und Neubebauung des Grundstücks

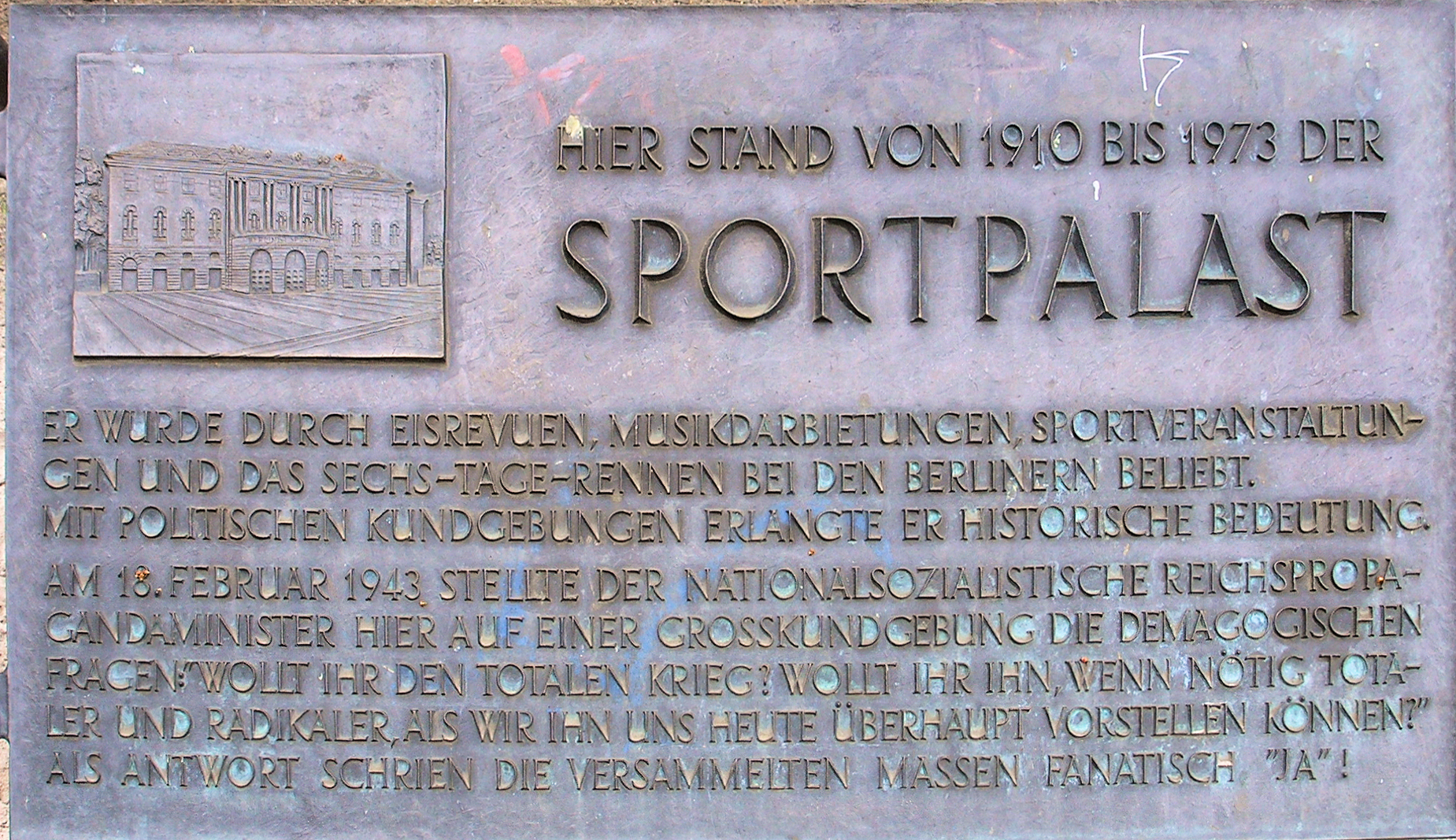
Gedenktafel auf dem Grundstück Potsdamer Straße 172 in Schöneberg

Als der Betrieb der Halle wirtschaftlich nicht mehr tragbar war und der Geschäftsführer Georg Kraeft, der jahrelang ohne staatliche Subventionen für den Sportpalast auskommen musste, bei einem Unfall unerwartet starb, wurde der Palast 1973 verkauft und zugunsten eines Wohnungsbauprojektes am 13. November 1973 abgerissen. Das an gleicher Stelle im Rahmen der Förderprogramme für den Sozialen Wohnungsbau von Jürgen Sawade errichtete Pallasseum wird im Volksmund „Sozialpalast“ genannt. Es handelt sich hierbei um ein langgestrecktes zehngeschossiges Hochhaus mit Galeriegängen auf den Etagen, das parallel zur Potsdamer Straße angeordnet ist. Dieser Gebäuderiegel reicht vom ehemaligen Gelände des Sportpalastes (nördlich der Pallasstraße) bis zum Hochbunker Pallasstraße, umgangssprachlich „Sportpalast-Bunker“ genannt (südlich der Pallasstraße). Die Pallasstraße selbst wird mit einem Betontragwerk überbrückt, sodass eine ungehinderte Durchfahrt für den öffentlichen Straßenverkehr möglich ist.
Bei dem genannten Hochbunker handelt es sich um ein viergeschossiges Bauwerk aus dem Zweiten Weltkrieg, das nach 1945 aufgrund seiner massiven Bauweise den möglichen Abrissversuchen trotzte (größere Sprengarbeiten hätten zu starke Schäden in der Bebauung der Umgebung verursacht).